# هیکارو یائوتوم
هیکارو یائوتوم (انگلیسی: Hikaru Yaotome؛ زادهٔ ۲ دسامبر ۱۹۹۰) موسیقی‌دان اهل ژاپن است.